# 返抄
返抄（へんしょう）とは、律令制における領収書のこと。
年貢をはじめとして官衙に関わる一切の財物・文書・人員のやりとりが生じた際にそのやりとりの証明として発行された。これが後日、上級官庁などからの官物・米銭の勘会（監査）が入った際の証拠書類として提示されることになる。また、特殊な場合として流人や仕丁・采女の護送のやりとりの際にも発行されている。
また、荘園においても年貢・公事の収納の証明として発行された。なお、分割して納入された場合には、納入された毎に仮納返抄が発給され、完納後に改めて公式な返抄である惣返抄が発給された。また、年貢収納の際に使われた枡を返抄枡と呼ぶのも、この枡で軽量した量に基づいて返抄を発給したことに由来している。中世に入ると請取状が、近世においては年貢完済目録などがその役目を果たすことになった。